# شهيد أحمد (لاعب كريكت)
شهيد أحمد (5 فبراير 1975 - ) (بالنرويجية البوكمول: Shahid Ahmed)‏ هو لاعب كريكت نرويجي. شارك مع منتخب النرويج الوطني للكريكت.

## وصلات خارجية
- شهيد أحمد (لاعب كريكت) على موقع إي آس بي آن كريك إنفو (الإنجليزية)